# Kvarntjärnarna (Lycksele socken, Lappland)
Kvarntjärnarna är en sjö i Lycksele kommun i Lappland och ingår i Umeälvens huvudavrinningsområde.